# Barbara Roles
Barbara Ann Roles (San Mateo, 6 aprile 1941) è un'ex pattinatrice artistica su ghiaccio statunitense.

## Palmarès
| Internazionali                    | Internazionali | Internazionali | Internazionali | Internazionali | Internazionali | Internazionali | Internazionali | Internazionali |
| Evento                            | 1956           | 1958           | 1959           | 1960           | 1961           | 1962           | 1963           | 1964           |
| --------------------------------- | -------------- | -------------- | -------------- | -------------- | -------------- | -------------- | -------------- | -------------- |
| Giochi olimpici invernali         |                |                |                | 3°             |                |                |                |                |
| Campionati mondiali               |                |                | 5°             | 3°             |                | 5°             |                |                |
| Nazionali                         |                |                |                |                |                |                |                |                |
| Campionati statunitensi           | 1° N.          | 1° J.          | 3°             | 2°             |                | 1°             |                | 5°             |
| Livello: N. = Novice; J. = Junior |                |                |                |                |                |                |                |                |